# Грустная песня (фильм)
«Грустная песня» (англ. Torch Song) — музыкальная комедийная драма, снятая режиссёром Чарльзом Уолтерсом в 1953 году. Сценарий, написанный Джоном Майклом Хейсом и Жаном Лустигом, был основан на рассказе «Почему я должна плакать?» Иды Уайли. Главные роли исполнили Джоан Кроуфорд и Майкл Уайлдинг.
Марджори Рэмбю была номинирована за лучшую женскую роль второго плана на 26-й церемонии премии «Оскар».

## В ролях
- Джоан Кроуфорд — Дженни Стюарт
  - Индия Адамс — вокал
- Майкл Уайлдинг — Тай Грэм
- Гиг Янг — Клифф Уиллард
- Марджори Рэмбю — миссис Стюарт
- Гарри Морган — Джо Деннер
- Дороти Патрик — Марта
- Джеймс Тодд — Филипп Нортон
- Юджин Лоринг — Джина
- Пол Гилфойл — Монти Рольф
- Бенни Рубин — Чарльз Мэйлор
- Питер Чонг — Питер
- Мейди Норман — Анна
- Нэнси Гейтс — Силия Стюарт
- Крис Уорфилд — Чак Питерсм

## Музыкальные номера
1. «You’re All the World to Me» — Кроуфорд/Уайлдинг
2. «Follow Me» — Кроуфорд
3. «Two-Faced Woman» (outtake) — Кроуфорд
4. «You Won’t Forget Me» — Кроуфорд
5. «Two-Faced Woman» — Кроуфорд/хор
6. «Tenderly» — Кроуфорд